# Richard Anthony Hewson
Richard Anthony Hewson (nascido em 17 de novembro de 1943, em Stockton-on-Tees, Teesside, Inglaterra), é um produtor, arranjador e multi-instrumentalista, que é melhor reconhecido pelo seu “grupo de estúdio” The RAH Band.

## Biografia
Hewson começou no final da década de 60 como um arranjador e trabalhou com músicos como The Beatles, James Taylor, Herbie Hancock, Supertramp, Diana Ross, Carly Simon, Art Garfunkel, Leo Sayer, Al Stewart, Chris de Burgh, Fleetwood Mac e Chris Rea. Por baixo de seu projeto com a RAH Band estava um produtor nos anos 1980 para Toyah Willcox, Five Star, e Shakin' Stevens. Nos anos recentes, ele tem escrito músicas para shows para televisão e propagandas.

## The RAH Band
The RAH Band era uma banda fictícia feita para estúdio (fictícia porque não era um grupo, só continha ele); RAH são as iniciais de Richard Anthony Hewson. Em 1977 Hewson escreveu uma música instrumental chamada “The Crunch”, que foi um enorme sucesso e alcançou o número 6 no UK Singles Chart. Hewson tocou todos os instrumentos musicais sozinho. O segundo single nas paradas musicais para a RAH Band foi em 1985, quando a balada soul “Clouds Across the Moon”, também alcançou o número 6 no UK Chart.
Em julho de 2007, Hewson lançou uma versão remixada de "Clouds Across the Moon '07", nesta apresentando a vocalista Emma Charles.
O baterista em “Clouds Across The Moon” é Peter Boita. A bateria eletrônica SDS7 da Simmons que aparece em “Clouds Across The Moon” foi gravada no estúdio na casa de Hewson, quando eles conectaram direto com a mesa de gravação.